# ودنو ال لامبرو
ودنو ال لامبرو (به ایتالیایی: Vedano al Lambro) یک کومونه در ایتالیا است که در استان مونتزا و بریانتزا واقع شده‌است.

## خصوصیات
ودنو ال لامبرو ۲٫۰ کیلومترمربع مساحت و ۷٬۶۸۸ نفر جمعیت دارد و ۱۸۷ متر بالاتر از سطح دریا واقع شده‌است.